# I Am Kloot (album)
 (février 2025).
Si vous disposez d'ouvrages ou d'articles de référence ou si vous connaissez des sites web de qualité traitant du thème abordé ici, merci de compléter l'article en donnant les références utiles à sa vérifiabilité et en les liant à la section « Notes et références ».
Pour les articles homonymes, voir I Am Kloot.
Albums de I Am Kloot
Natural History
(2001) Gods and Monsters
(2005)
I Am Kloot est le deuxième album éponyme du groupe de rock anglais I Am Kloot, sorti en 2003, et a donné quatre singles. Le single Proof en téléchargement uniquement a fait l'objet d'un clip vidéo créé par Krishna Stott, mettant en vedette l'acteur Christopher Eccleston, jamais sorti. Une démo de Proof est apparue à l'origine comme une face B de Morning Rain en 2001. L'album contient une chanson supplémentaire, caché dans le pregap, appelé Deep Blue Sea, également sorti en face B sur le single Life in a Day.

## Liste des titres
Toutes les chansons écrites par John Harold Arnold Bramwell.
| No  | Titre | Durée |
| --- | --- | ----- |
| 0.  | Deep Blue Sea (titre caché dans le pregap) | 3:57  |
| 1.  | Untitled #1 | 4:18  |
| 2.  | From Your Favourite Sky | 2:46  |
| 3.  | Life in a Day (en) | 2:47  |
| 4.  | Here for the World | 3:26  |
| 5.  | A Strange Arrangement of Colour | 2:43  |
| 6.  | Cuckoo | 3:21  |
| 7.  | Mermaids | 3:39  |
| 8.  | Proof (en) | 2:46  |
| 9.  | Sold as Seen | 2:56  |
| 10. | Not a Reasonable Man | 3:06  |
| 11. | 3 Feet Tall (guitare supplémentaire : Tony Gilfellon)                                                                                                 | 3:04  |
| 12. | The Same Deep Water as Me (cor d'harmonie : Bob Sastry, violoncelle : Isabelle Dunn, alto : Amanda Drummond, violons : Stella Page et Prabjote Osahn) | 4:11  |